# Genoveva de Brabante (opereta)
Genoveva de Brabante (en francés: Geneviève de Brabant) es una opéra bouffe u opereta de Jacques Offenbach, estrenada en París en 1859. La trama se basa en la leyenda medieval de Genoveva de Brabante.
Para la versión de 1867, se agregaron dos personajes adicionales, hombres de armas, al segundo acto y se les dio un dúo cómico, que en los países de habla inglesa es ampliamente conocido como el «Dúo de gendarmes» o los «Gendarmes audaces», por su adaptación al inglés de Henry Brougham Farnie. Además de ser una obra de teatro popular, formó la base del «Himno de los Marines» de Estados Unidos.